# Prälatenweiher,alte Steinbrüche bei Oberringingen und Sternbach
Prälatenweiher,alte Steinbrüche bei Oberringingen und Sternbach este o arie protejată (arie specială de conservare — SAC, sit de importanță comunitară — SCI) din Germania întinsă pe o suprafață de 7,04 ha, integral pe uscat.

## Localizare
Centrul sitului Prälatenweiher,alte Steinbrüche bei Oberringingen und Sternbach este situat la coordonatele 48°44′22″N 10°30′28″E / 48.7394°N 10.5078°E.

## Înființare
Situl Prälatenweiher,alte Steinbrüche bei Oberringingen und Sternbach a fost declarat sit de importanță comunitară în noiembrie 2004 pentru a proteja 2 specii de animale. Situl a fost protejat și ca arie specială de conservare în aprilie 2016.

## Biodiversitate
Situată în ecoregiunea continentală, aria protejată conține 1 habitat natural: Fânețe de joasă altitudine (Alopecurus pratensis, Sanguisorba officinalis).
La baza desemnării sitului se află mai multe specii protejate de  amfibieni (2): izvoraș-cu-burta-galbenă (Bombina variegata), triton cu creastă (Triturus cristatus).
Pe lângă speciile protejate, pe teritoriul sitului au mai fost identificate 2 specii de amfibieni.